# Gemaal De Leeghwater
Het Gemaal De Leeghwater staat in het Nederlandse dorpje Buitenkaag aan de zuidrand van de Haarlemmermeer, op de plek waar de Hoofdvaart en de Ringvaart samen komen. Het gemaal grenst aan de Kagerplassen.

## Geschiedenis
Het gemaal is vernoemd naar Jan Adriaanszoon Leeghwater, die in 1641 als een der eersten pleitte voor de droogmaking van het steeds groeiende Haarlemmermeer.
De Leeghwater is het oudste van de drie gemalen waarmee de Haarlemmermeer is drooggemalen; de andere twee zijn De Cruquius en De Lynden. Gemaal De Leeghwater is voltooid in 1845. In dat jaar vond ook de eerste 'proefmaling' plaats. Kort na het sluiten van de ringdijk werd het gemaal in juni 1848 echt in gebruik genomen: het heeft tot 1912 op stoom gedraaid.
Het gebouw was een ontwerp van waterstaatsingenieur Beijerink. In zijn ontwerp verwerkte hij elementen als kantelen, spitsboogvensters en steunberen. Het aanzicht is ooit omschreven als "een kasteel met een aantal hijskranen en een schoorsteen". In het rond hoge gebouw stond bij de bouw de stoommachine, hieraan waren de gietijzeren balansarmen verbonden. De armen staken door openingen naar buiten en steunden op twee meter dikke muren. De elf balansarmen waren verbonden met zuigerpompen die het water ongeveer vijf meter omhoog voerden waarna het water wegstroomde onder de Lisserdijk naar de Ringvaart. Per pomp werd per keer ongeveer 6 m³ water omhoog gepompt, waarmee het totaal voor alle pompen op circa 66 m³ uitkwam. Alle pompen gingen 7 à 8 keer per minuut op en neer waarmee dus 500 m³ per minuut uit het meer werd gehaald.
Voor het ontwerp van de technische installatie was het Engelse ingenieursbureau Gibbs & Dean ingehuurd. In mei 1842 was het contract getekend en kon het werk worden aanbesteed. Aannemer C. de Laat uit Gorinchem kreeg de bouwopdracht voor 161.000 gulden. Voor de machines werden bedrijven in Nederland en Engeland aangeschreven. Harvey & Co in Hayle (Cornwall) kreeg de belangrijkste opdracht voor de bouw van de stoommachine, het werk aan de pompen werd uitbesteed aan Fox & Co's Perran Foundry bij Falmouth. De gietijzeren balansen en de vijf stoomketels werden in eigen land gemaakt door Van Vlissingen en Van Heel, een opdracht van 64.000 gulden groot. In september 1845 was het werk in zoverre gereed dat een beperkte beproeving kon plaatsvinden, de ringdijk was immers nog niet gereed. Op 6 november 1845 bezocht Koning Willem III het gemaal in werking.
In 1912 werden de stoommachines vervangen door dieselmotoren. Een ingrijpende verbouwing was het resultaat, de schoorsteen en balansarmen verdwenen en het ronde gebouw verdween grotendeels uit het zicht door de aanbouw van twee vleugels. De twee dieselmotoren drijven elk een centrifugaalpomp aan. De pompen hebben elk een capaciteit van ongeveer 310 m³ per minuut bij een opvoerhoogte van 5,4 meter. Tegenwoordig wordt De Leeghwater nog steeds gebruikt, per jaar is dit ongeveer 600 uur. Alleen als de andere gemalen in de Haarlemmermeer het water niet meer kunnen afvoeren, wordt De Leeghwater in gebruik gesteld.
Van het originele gemaal is weinig te herkennen, als gevolg van verbouwingen is veel van het neogotische uiterlijk verloren gegaan. Dit is in tegenstelling tot het gemaal De Cruquius, dat er nog wel origineel uitziet.

## Foto's

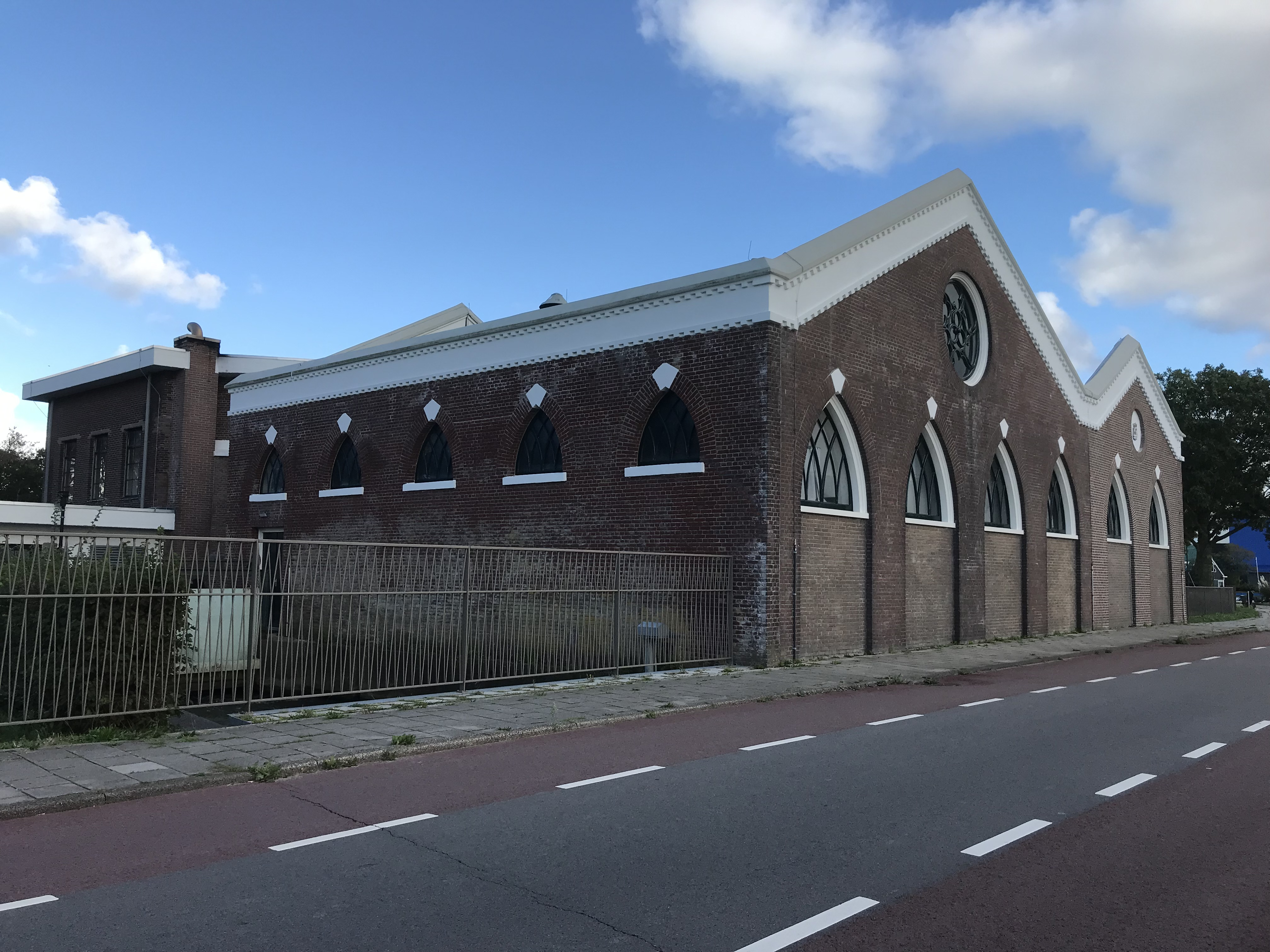
Zicht op gemaal vanaf de Lisserdijk
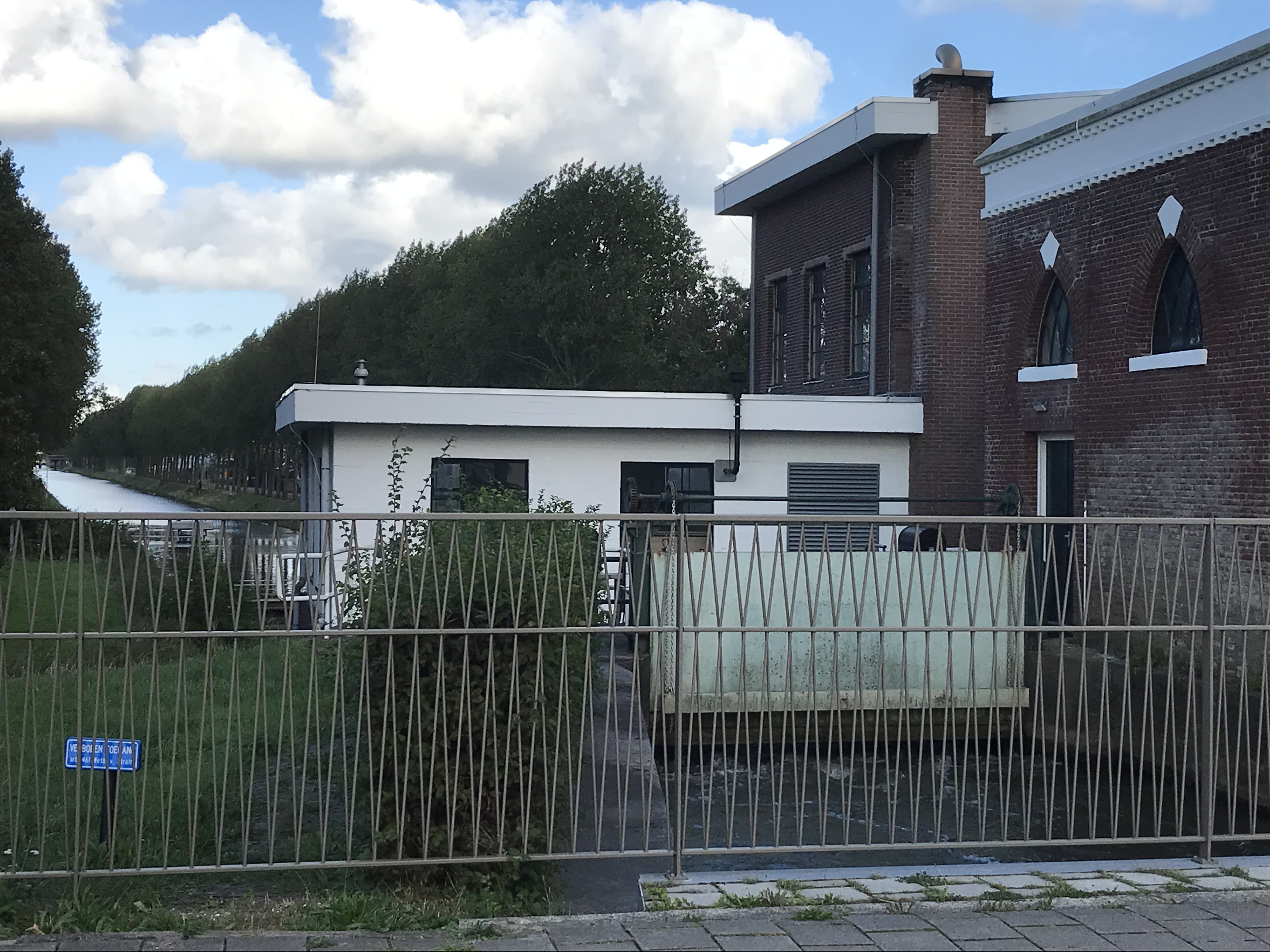
Zicht op modern pomphuis (in werking)
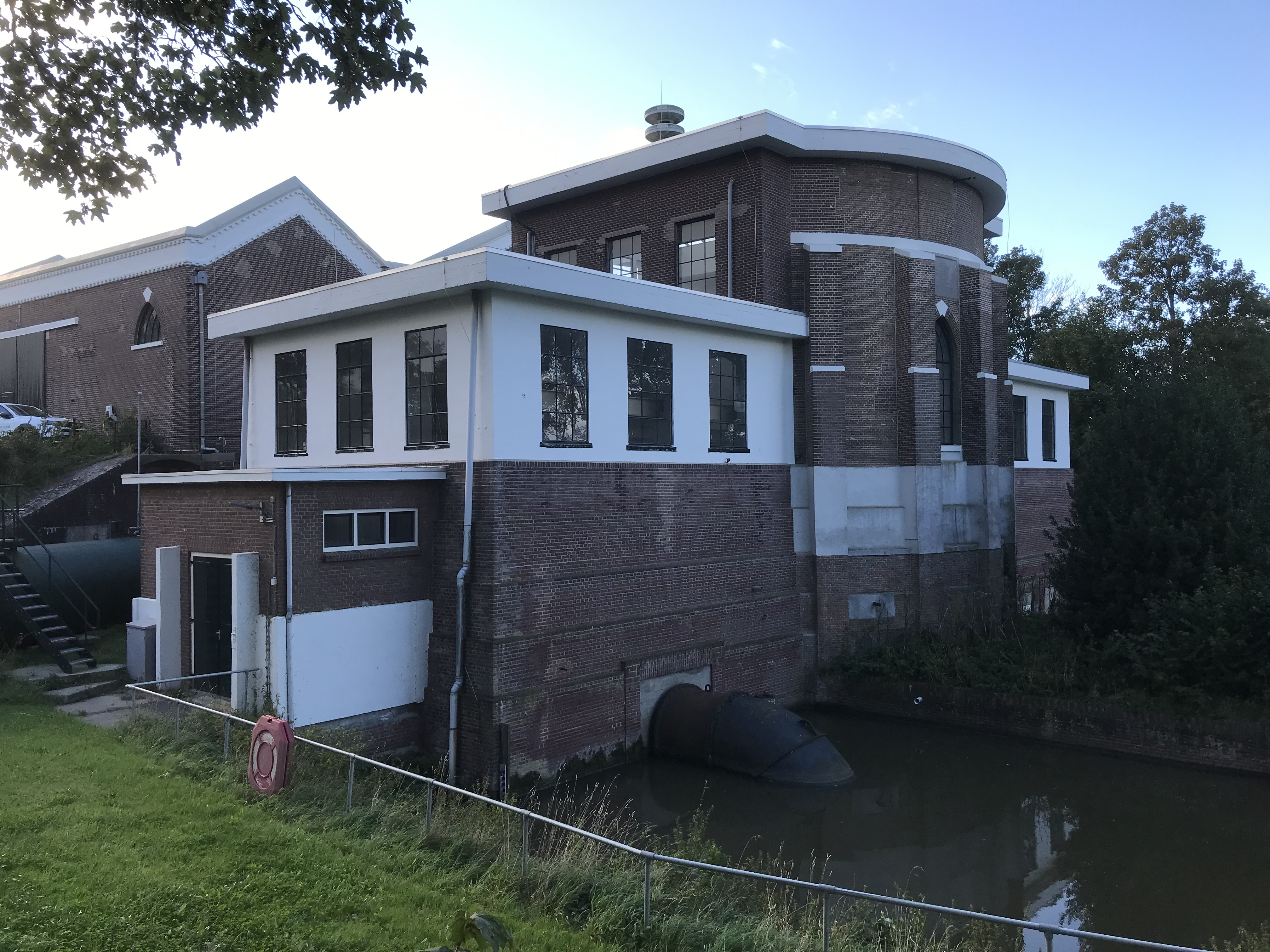
Zij- en achterkant gemaal
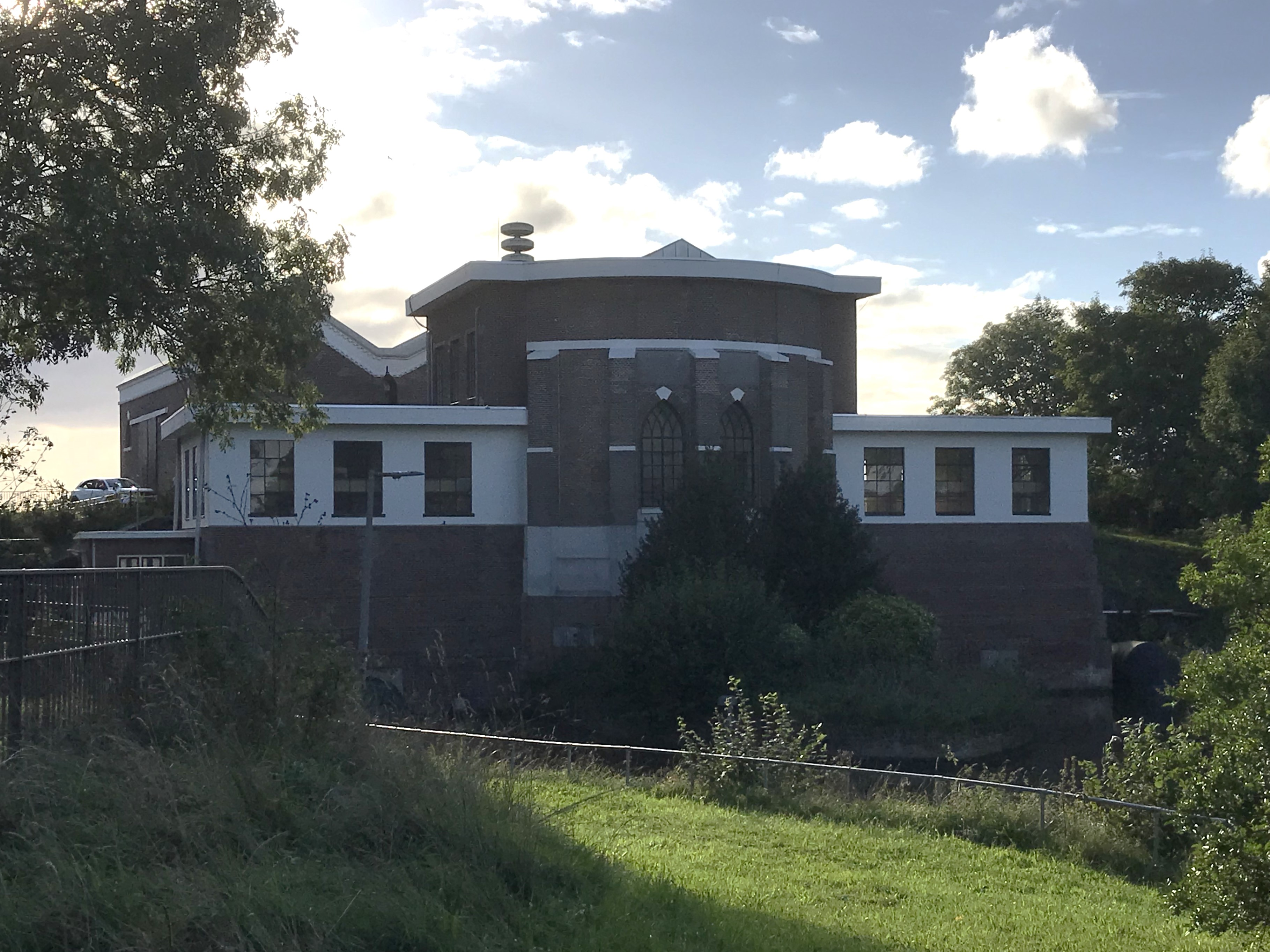
Achteraanzicht gemaal
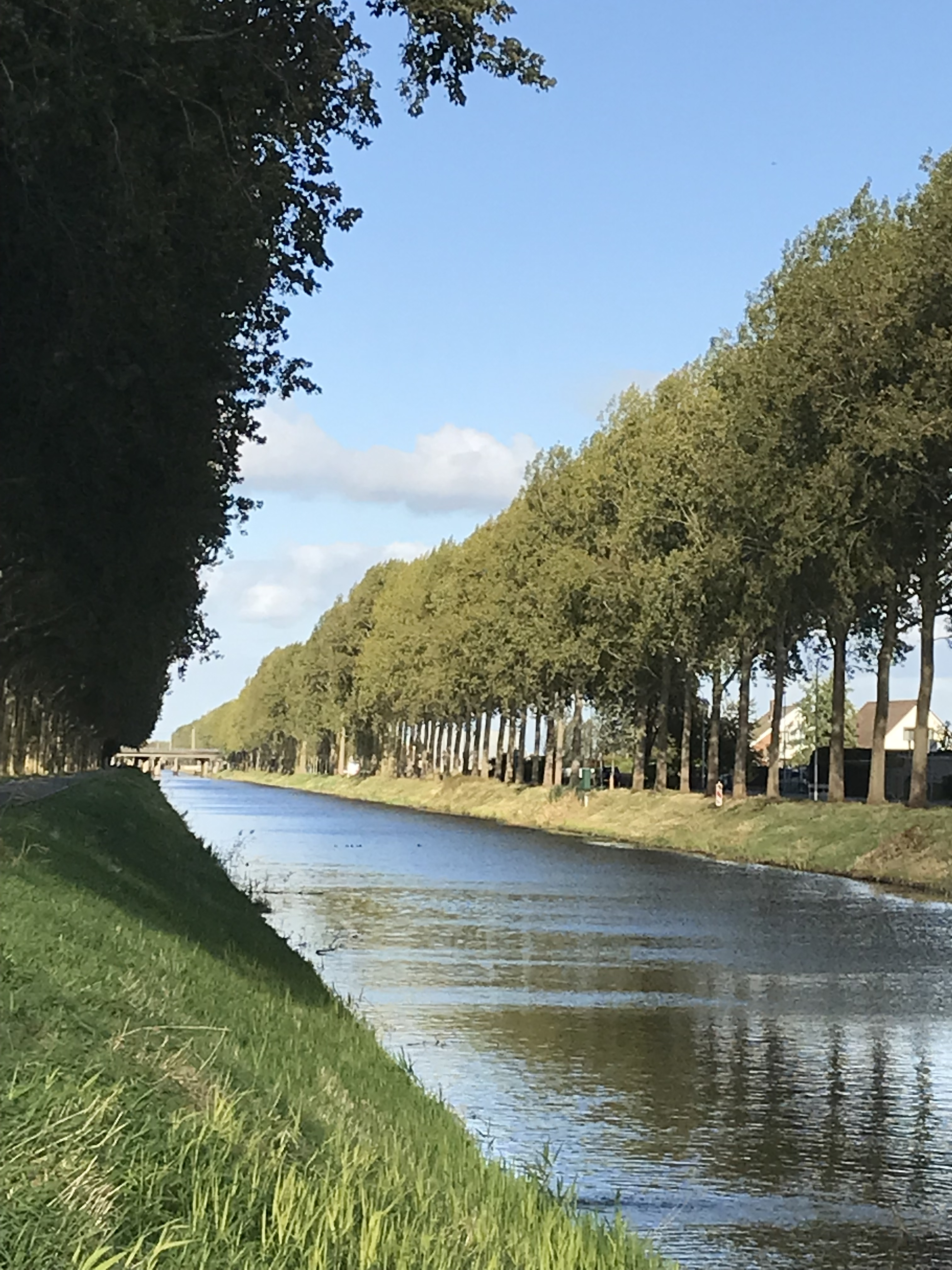
De Hoofdvaart gezien vanaf het gemaal
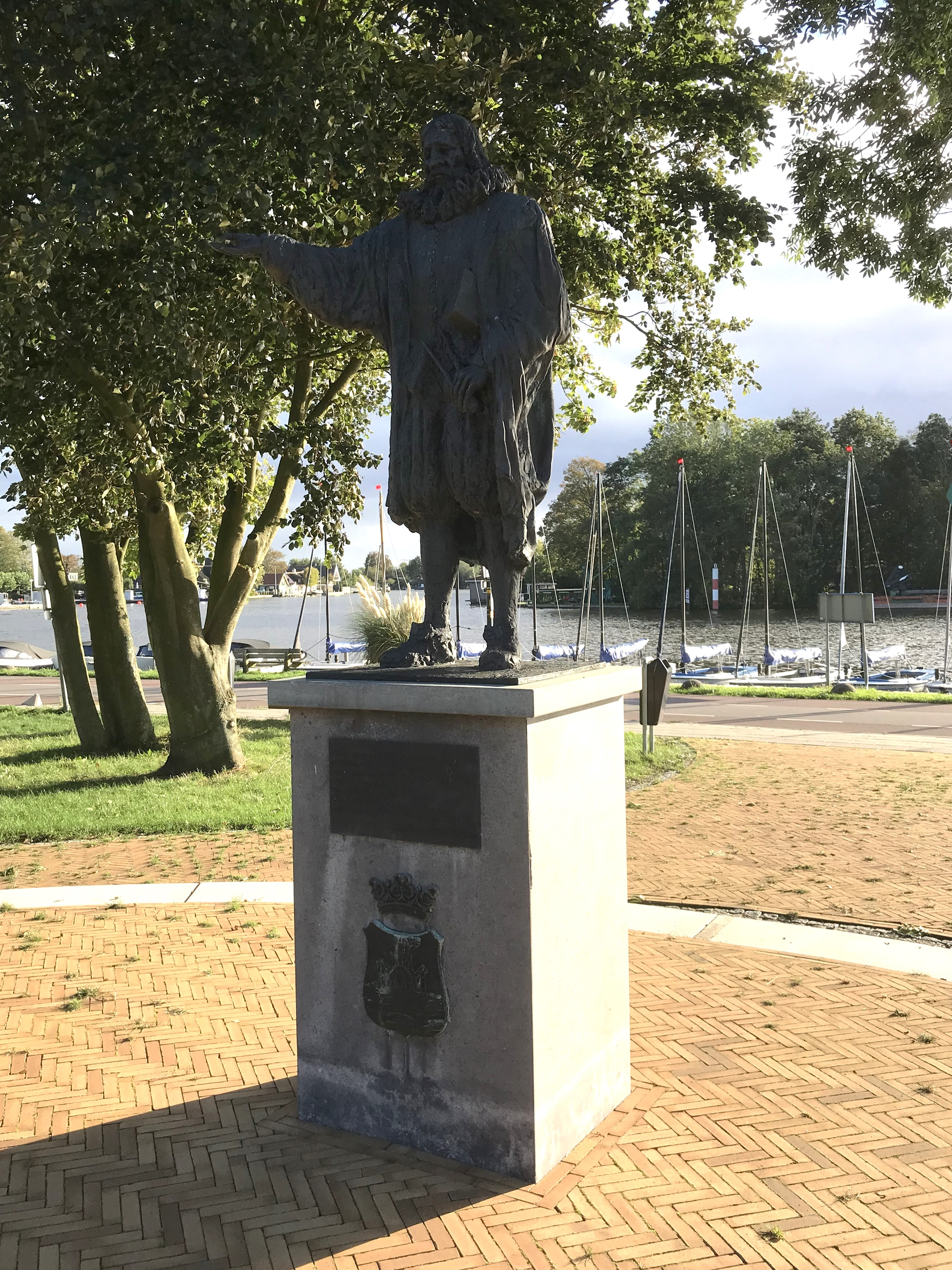
Monument Leeghwater naast het gemaal

## Trivia
- Bij Delfzijl is ook een gemaal dat Leeghwater heet en de Leeghwaterpolder bemaalt.
- In Almere ligt ook een klein gemaal met dezelfde naam.[6]

De Leeghwater · De Lynden · De Cruquius · De Bolstra · De Koning Willem I